# Хоэнштадт
Хоэнштадт (нем. Hohenstadt) — община в Германии, в земле Баден-Вюртемберг. 
Подчиняется административному округу Штутгарт. Входит в состав района Гёппинген.  Население составляет 722 человека (на 31 декабря 2010 года). Занимает площадь 11,64 км².

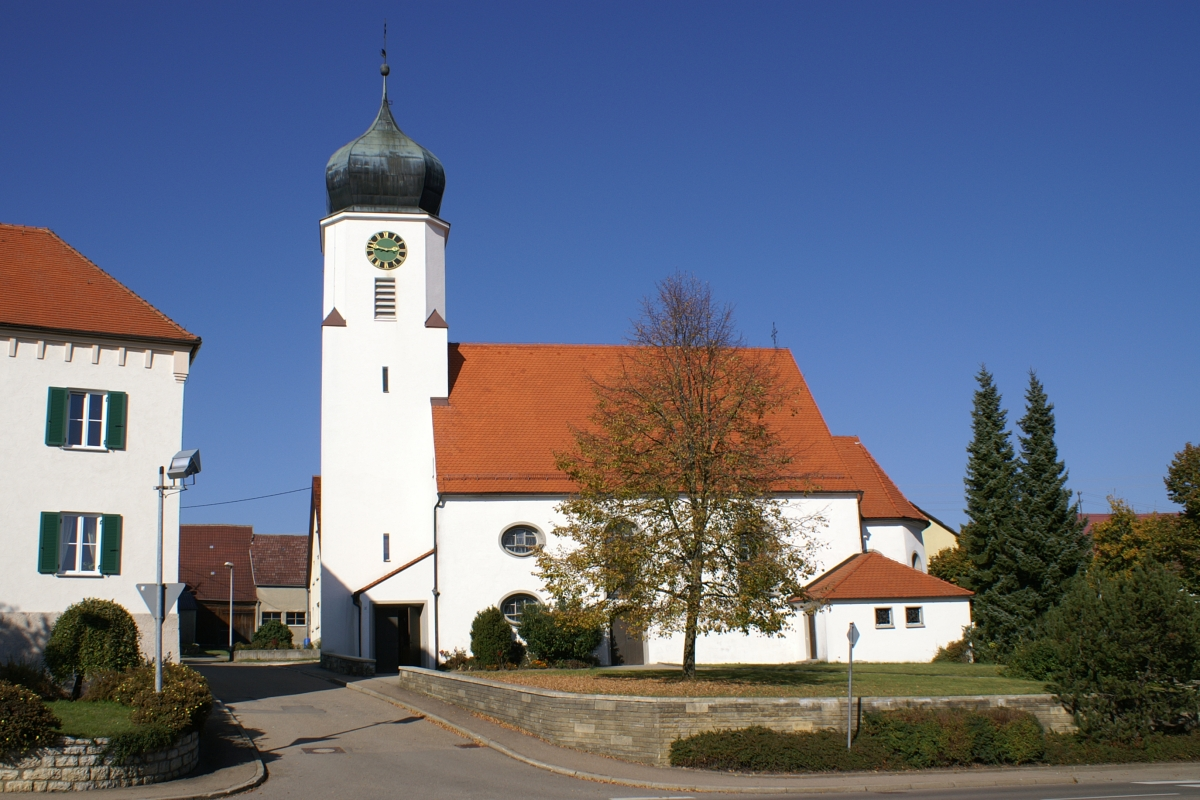
Церковь

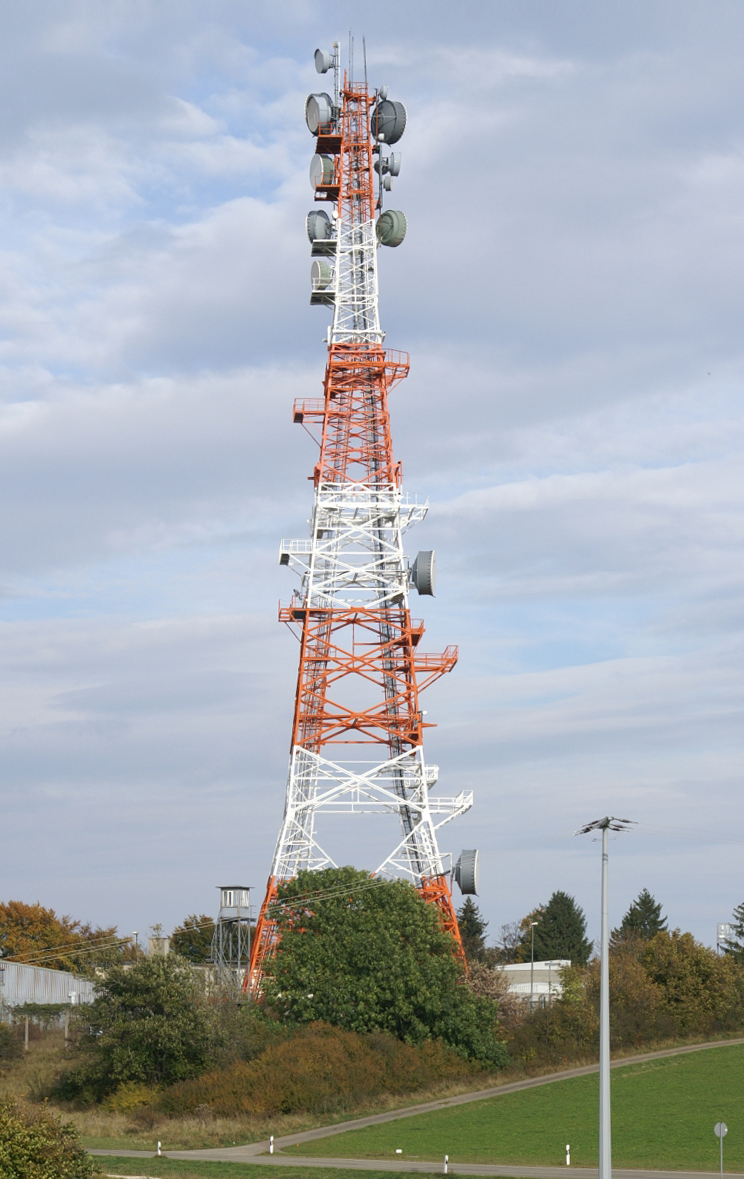
Хоэнштадт